# Năpadova
Năpadova è un comune della Moldavia situato nel distretto di Florești di 1.218 abitanti al censimento del 2004